# Пам'ятник бавовняному довгоносику
Па́м'ятник баво́вня́ному довгоно́сику (англ. Boll Weevil Monument) — монумент у місті Ентерпрайс (штат Алабама, США). Відкритий 1919 року в центрі ділового мікрорайону міста як данина пам'яті бавовняному жуку-довгоносику Anthonomus grandis.

## Історія

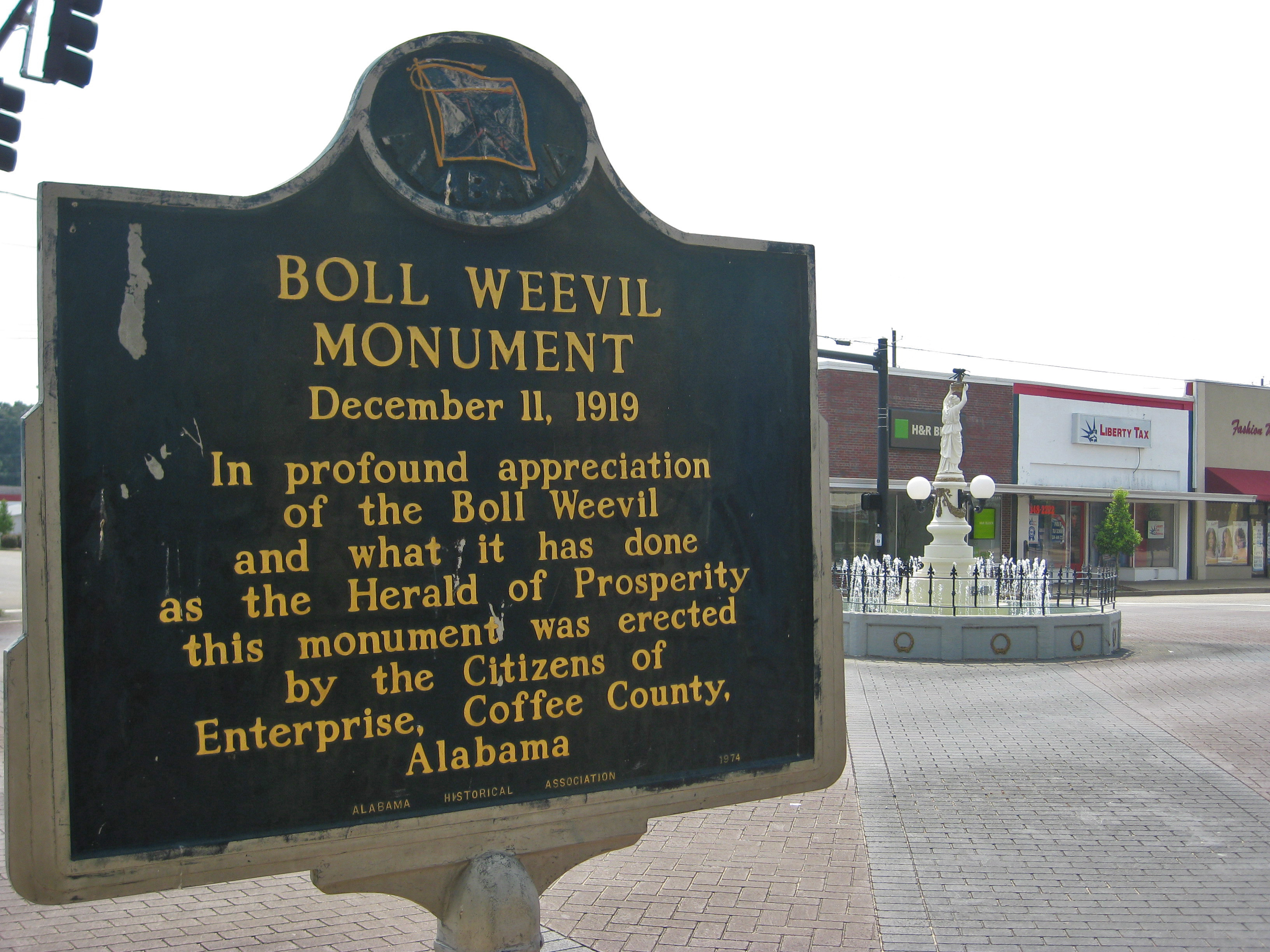

Вперше бавовняний довгоносик з'явився в Алабамі 1915 року і до 1918 року знищив майже весь урожай. Використання отрутохімікатів не дуже допомогло, і на початку XX століття багатьом бавовнярам загрожував розорення. Це змушувало фермерів прислухатися до порад таких вчених у галузі сільського господарства, як афроамериканський агроном Джордж Вашингтон Карвер з інституту Таскігі. Він запропонував фермерам змінити виробництво і вирощувати замість бавовни арахіс, солодку картоплю та соєві боби. Це врятувало фермерів від розорення, а арахісовий бізнес зробив багатьох багатіями. Наслідуючи пораду Карвера, округ Коффі, на відміну від решти штату, 1917 року відновив економіку, отримавши найбільший урожай арахісу в країні. Одним із перших зрозумів перспективу місцевий банкір Г. Сессіонс (H. M. Sessions), який запропонував фермеру Ч. Бастону (C. W. Baston) з Ентерпрайса змінити сільськогосподарську культуру і перейти на вирощування арахісу та інших рослин. Фермер, почавши вирощувати арахіс, не лише зміг розплатитися з боргами, а й отримав прибуток. Його успіх надихнув інших бавовнярів, і вони також змінили культуру.
У міру того, як у регіон Верґрасс (південно-східні 9 округів Алабами) приходило більше переробних підприємств, фермери отримували ще більший прибуток від свого врожаю. Місцеву переробку та збут звільнили від оплати витрат із доставки їхньої продукції. На 1932 Г. Сессіонс створив у Ентерпрайсі одне з найбільших у США підприємств із виробництва арахісового масла. 1934 року округ Коффі встановив світовий рекорд із виробництва арахісу. На 1937 рік на місці також виробляли арахісове масло високої якості. 1938 року ярмарок округу Г'юстон став національним фестивалем арахісу, і місцеві жителі почали називати своє місто «Світовою арахісовою столицею». Арахіс став основною культурою цього регіону.
Жителі міста встановили пам'ятник бавовняному довгоносику на згадку про те, що щось катастрофічне може бути каталізатором змін та нагадування про те, як люди міста Ентерпрайс вистояли у важкий період своєї історії. Монумент висотою 4 м замовлено в Італії за 1800 доларів і 11 грудня 1919 року у присутності 5000 осіб установлено в діловому центрі міста на перетині головних вулиць Ентерпрайса.
Головним «рушієм» проєкту пам'ятника був місцевий бізнесмен і член міської ради Роско Овен «Бон» Флемінг (Roscoe Owen «Bon» Fleming). 1919 року він переконав мешканців міста Ентерпрайс поставити пам'ятник жуку, сподіваючись привернути увагу до тріумфу міста над лихами та зацікавити мандрівників. Однак його критикували, з усієї країни надходили заперечення, але Флемінг, якого називали «татом» пам'ятника, «відмахнувся від критики». Половина грошей на купівлю пам'ятника прийшла із власної кишені Флемінга. Його зведено на одному з перехресть головної вулиці міста — можливо, не випадково всього за кілька футів від універсального магазину Флемінга. Він, щоб уникнути критики, запросив агронома Карвера виступити з доповіддю на відкритті пам'ятника, але на той час дощ розмив залізничні колії, і Карвер так і не дістався міста. Спочатку жука на пам'ятнику не було і це був лише фонтан зі статуєю богині родючості Церери. В написі на цоколі фонтана йшлося про те, як жук допоміг жителям Алабами (подяка за здобутий досвід процвітання). Самого жука встановили на руки богині лише 1949 року (скульптор Лютер Бейкер). Пізніше пам'ятник кілька разів ламали та крали, але потім відновлювали на колишньому місці. Відкриття повністю відновленого монумента 15 грудня 1998 року перетворилося на загальноміське свято із запуском повітряних куль.
Напис на пам'ятнику:
|           | На знак глибокої вдячності Бавовняному довгоносику За вказаний шлях до достатку Звели цей пам'ятник Громадяни міста Ентерпрайс, округ Коффі, штат Алабама |  | In profound appreciation Of the boll weevil And what it has done As the herald of prosperity This monument was erected By the citizens of Enterprise, Coffee County, Alabama |  |
| — Джерело | |  | |  |